# Yeovil
Yeovil (engelskt uttal: [ˈjoʊvəl] lyssna (fil)) är en stad och civil parish i grevskapet Somerset i England. Staden ligger cirka 57 kilometer söder om Bristol. Tätorten (built-up area) hade 45 784 invånare vid folkräkningen år 2011.
I staden finns fotbollsklubben Yeovil Town.

## Kända personer från Yeovil
- Robbie Jarvis, skådespelare
- Tamzin Malleson, skådespelare
- Sarah Parish, skådespelare
- Josh Sims, fotbollsspelare
- Heather Stanning, roddare